# 查理 (貝里公爵)
法蘭西的查理（法語：Charles de France，1686年7月31日—1714年5月5日），贝里公爵，路易十四的孫子、西班牙國王費利佩五世的弟弟。

## 家庭
1710年，查理與奧爾良公爵菲利普二世的女兒瑪麗-路易絲-伊莉莎白結婚，兩人共有1子1女：
1. 查理（1713年—1713年），夭折
2. 瑪麗（1714年—1714年），夭折